# Eurythenes plasticus
Eurythenes plasticus – gatunek skorupiaka z rzędu obunogów, opisany w 2020 r. na Uniwersytecie Newcastle na podstawie okazu złowionego w 2014 r. na głębokości 6010–6949 m p.p.m. w wodach Rowu Mariańskiego. Nadana nazwa wiąże się z odkrytymi w przewodzie pokarmowym okazu mikrodrobinkami politereftalanu etylenu (PET).